# Rue du Laos
La rue du Laos est une rue du 15e arrondissement de Paris.

## Situation et accès
La rue du Laos part de la place Joffre jusqu'à la place Cambronne. C'est une rue à sens unique.

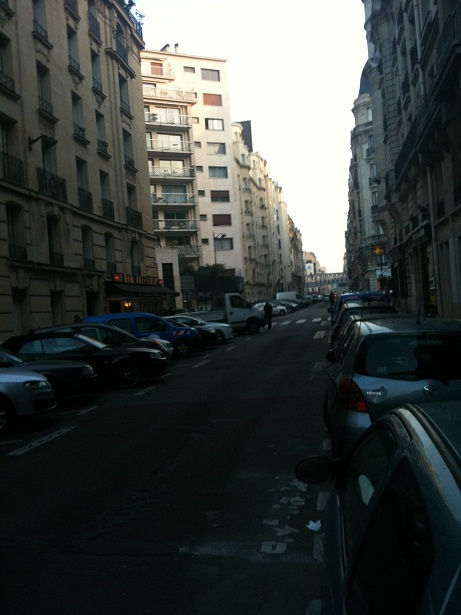
Rue du Laos en 2012.
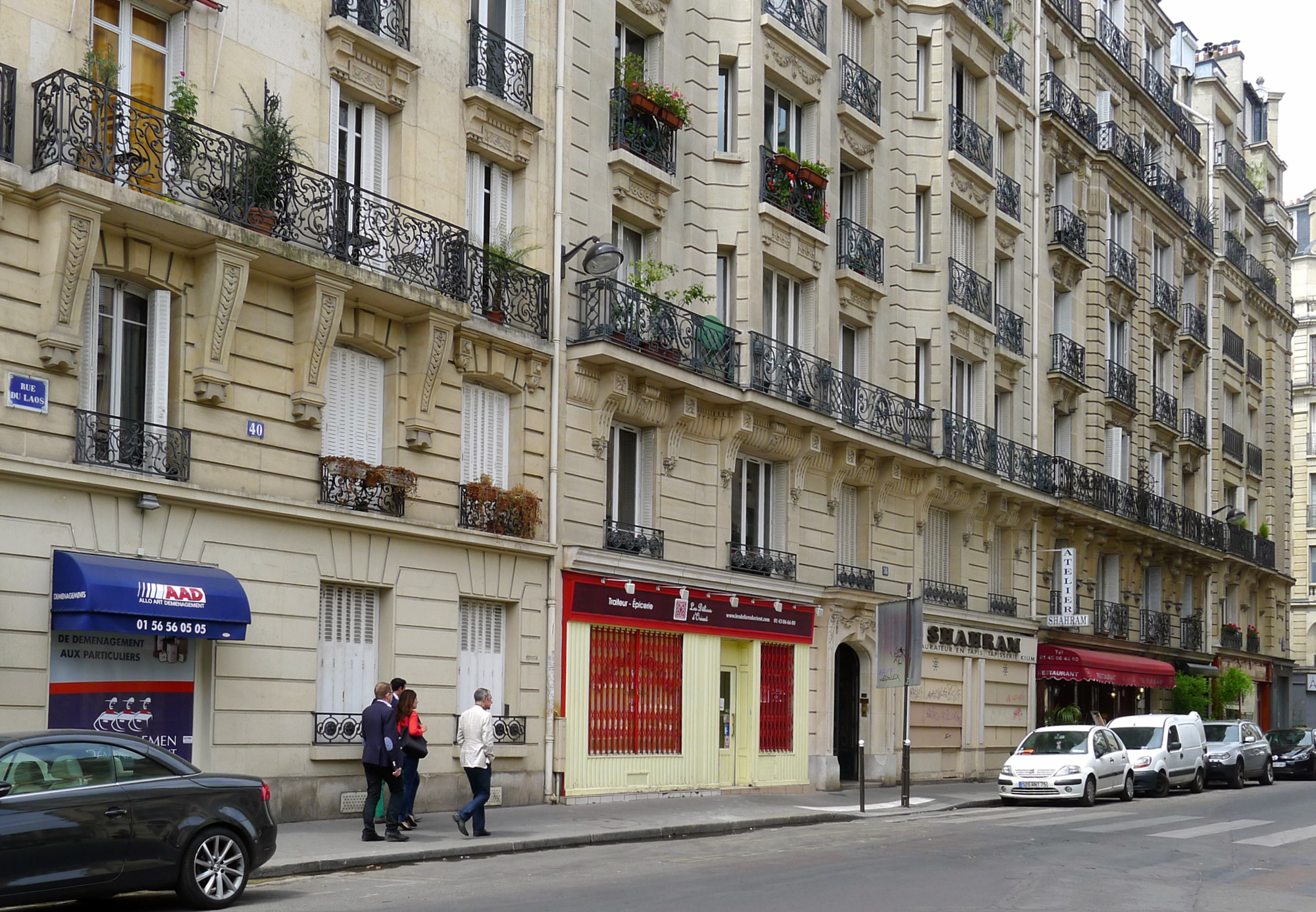
En 2015.

## Origine du nom
Elle porte le nom du Laos, alors sous protectorat français et partie de l'Union indochinoise.

## Historique
Sa construction a débuté en 1897 et a été achevée en 1906. Elle a pris sa dénomination actuelle le 7 décembre 1900.

## Bâtiments remarquables et lieux de mémoire
- no 1 : « Immeuble plat »[2]